# Unde ești, dragoste? (film)
Unde ești, dragoste? (titlul original: în rusă Где ты, любовь?, transliterat: Gde tî liubov) este un film dramatic muzical sovietic, realizat în RSS Moldovenească în regia lui Valeriu Gagiu. Este o adaptare după scenariul lui Aleksandr Volokovski, cu Sofia Rotaru și Grigore Grigoriu în rolurile principale. Acțiunea filmului se petrece în anii 1980 în mediul rural, scene de sate, dar și viața în orașe, Chișinău, Odesa și pe malul Mării Negre. Filmul conține atât cântece interpretate de Sofia Rotaru, cât și secvențe de dialoguri substanțiale.

## Distribuție
- Sofia Rotaru – Marcela Bazatin, profesoară de muzică
- Grigore Grigoriu – Viktor
- Evgheni Menșov – Andrei
- Viktor Ignat – Ion
- Pavel Mahotin – Pavel Vladimirovici
- Ekaterina Kazimirova – mama Marcelei
- Konstantin Konstantinov – tatăl Marcelei
- Viktor Ciutak – Gheorghi Pavlovici, directorul școlii
- Evgheni Rotaru – un muzicant
- Sergiu Finiti – Mircea
- Andrei Kovzun Sereja – fiul lui Viktor

## Melodii din film
Toate cântecele sunt interpretate de Sofia Rotaru:
- Где ты, любовь? (Gde tî liubov / Unde ești dragoste?)
- Vino (Приди) – în română
- Красная стрела (Săgeata roșie)
- Ioane (Иоане (Мой милый Иванушка) / Dragul meu Ivanușka) – în română
- Танец на барабане (Dansul pe tobă)
- Особый друг (Prieten deosebit)
- Облако-письмо (Scrisoare înnorată)
- Не забывай (Nu uita)
- Первый дождь (Prima ploaie), în duet cu Felix Krasilovski
- Cântec de toamnă (Осенняя песня) – în română

## Lansare
A fost lansat în anul 1981 și a avut parte de mare succes comercial, fiind vizionat de 21,2 milioane de spectatori în cinematografele din Uniunea Sovietică.

## Premii
- Premiul Festivalului de cinema din Vilnius la categoriile „cel mai bun film” și „cel mai bun rol feminin”